# Диапазоны WARC

Диапазоны WARC — три участка радиочастотного спектра коротких волн, используемых радиолюбителями:
- 30-метровый участок (10,100 ÷ 10,150 МГц)➤,
- 17-метровый участок (18,068 ÷ 18,168 МГц)➤,
- 12-метровый участок (24,890 ÷ 24,990 МГц),

закреплённые в 1979 году на Всемирной организационной конференции радиосвязи (англ. WARC) для любительской радиосвязи. Использование диапазонов началось в 1980-х годах. Международный радиолюбительский союз делит каждый из участков на три региона, разделяя каждый регион на несколько поддиапазонов с рекомендуемым целевым использованием. Диапазоны WARC выделены любителям на вторичной основе, то есть эти частоты могут использовать служебные радиостаниции и они при этом имеют приоритет. В силу этого, а также относительно небольшой ширины диапазонов существует джентльменское соглашение о неиспользовании их для радиоспортивных соревнований.

## 30-метровый диапазон
- 1-й регион:
  - 10100 ÷ 10140 кГц — телеграф
  - 10140 ÷ 10150 кГц — цифровые виды
- 2-й регион:
  - 10100 ÷ 10130 кГц — телеграф
  - 10130 ÷ 10140 кГц — все узкополосные цифровые виды
  - 10140 ÷ 10150 кГц — все цифровые виды, не голосовая связь
- 3-й регион:
  - 10100 ÷ 10150 кГц — телеграф
  - 10140 ÷ 10150 кГц — узкополосные виды

## 17-метровый диапазон
- 1-й регион:
  - 18068 ÷ 18095 — телеграф
  - 18095 ÷ 18105 кГц — цифровые виды
  - 18105 ÷ 18109 кГц — цифровые виды
  - 18109 ÷ 18111 кГц — для радиомаяков
  - 18111 ÷ 18120 кГц — цифровые виды, автоматические погодные станции
  - 18120 ÷ 18168 кГц — все виды
- 2-й регион:
  - 18068 ÷ 18095 кГц — телеграф
  - 18095 ÷ 18105 кГц — все узкополосные виды
  - 18105 ÷ 18109 кГц — все узкополосные виды
  - 18109 ÷ 18111 кГц — маяки
  - 18111 ÷ 18120 кГц — все виды
  - 18120 ÷ 18168 кГц — все виды
- 3-й регион:
  - 18068 ÷ 18168 кГц — телеграф
  - 18100 ÷ 18110 кГц — узкополосные виды
  - 18110 ÷ 18168 кГц — телефон

## 12-метровый диапазон
- 1-й регион:
  - 24890 ÷ 24915 кГц — телеграф
  - 24915 ÷ 24925 кГц — узкополосные цифровые виды
  - 24925 ÷ 24929 кГц — узкополосные цифровые виды, автоматические погодные станции
  - 24929 ÷ 24931 кГц — для радиомаяков
  - 24931 ÷ 24940 кГц — цифровые виды, автоматические погодные станции
  - 24940 ÷ 24990 кГц — все виды
- 2-й регион:
  - 24890 ÷ 24915 кГц — телеграф
  - 24915 ÷ 24925 кГц — все узкополосные виды, цифровые виды
  - 24925 ÷ 24929 кГц — все узкополосные виды, цифровые виды, автоматические станции
  - 24929 ÷ 24931 кГц — маяки
  - 24931 ÷ 24940 кГц — все виды
  - 24940 ÷ 24990 кГц — все виды
- 3-й регион:
  - 24890 ÷ 24990 кГц — телеграф
  - 24920 ÷ 24930 кГц — узкополосные виды
  - 24930 ÷ 24990 кГц — телефон